# Esclavas de Cristo Rey
La Congregación de Esclavas de Cristo Rey (en latín: Congregatio Ancillae Christi Regis) es una congregación religiosa católica femenina de derecho pontificio fundada por el sacerdote español Pedro Legaria en Tudela el 15 de junio de 1928. A las religiosas de este instituto se les conoce como esclavas de Cristo Rey, o también como legarianas, y posponen a sus nombres las siglas A.C.R.

## Historia
El sacerdote español Pedro Legaria fundó una Pía Asociación el 15 de junio de 1928 llamada Militia Christi, a la cabeza de Áurea Martínez Pardo, en Tudela, provincia de Navarra (España), con el fin de llevar a cabo la dirección de ejercicios espirituales, según el método ignaciano. Al haber tenido una rápida difusión por otras ciudades de la región, el obispo de Tarazona, Nicanor Mutiloa, las erigió como congregación religiosa el 3 de mayo de 1941, cambiando el nombre por el de Esclavas de Cristo Rey.
El 8 de marzo de 1958 la congregación recibió la aprobación pontificia de parte del papa Pío XII.

## Organización
La Congregación de Esclavas de Cristo Rey es un instituto religioso centralizado, cuyo gobierno lo ejerce la superiora general. El instituto se divide en dos delegaciones, cada uno al mando de la delegada. La sede central se encuentra en Burlada (España).
Las legarianas se dedican a la práctica de los ejercicios espirituales, los cuales, imparten a laicos, religiosos y sacerdotes, en sus casas de espiritualidad. Aparte de esto, en algunas de sus presencias de dedican a la educación de la juventud. En 2015, el instituto contaba con unas 295 religiosas y 38 casas, presentes en Argentina, Colombia, España, Italia, México, Cuba, Panamá y Venezuela.
Junto al Movimiento Apostólico Cristo Rey (MACREY) y a los grupos de sacerdotes y laicos asociados, las esclavas de Cristo Rey, forman la llamada Familia Legariana, basada en la espiritualidad de Pedro Legaria.